# Juraj Pavlov
Juraj Pavlov (15. května 1911 – ?) byl slovenský a československý politik a krátce i poúnorový poslanec Národního shromáždění ČSR za Stranu slobody. Po roce 1948 žil v exilu.

## Biografie
Po osvobození se zapojil do činnosti slovenské Demokratické strany. Na jaře 1946 před parlamentními volbami v roce 1946 patřil mezi hlavní organizátory vzniku Strany slobody jako nové politické formace na Slovensku. Její vznik jako potenciální oslabení Demokratické strany podporovala i Komunistická strana Československa. Nová politická formace měla mít větší katolický akcent.
Během únorového převratu v roce 1948 strana nezaujala jasné stanovisko. Juraj Pavlov se v květnu 1948 stal jejím generálním tajemníkem poté, co rezignoval Jozef Brúha. V roce 1948 se uvádí jako tajemník SSO, bytem Bratislava. Ve volbách do Národního shromáždění 1948 byl za SSO zvolen ve volebním kraji Košice. Krátce nato ale sám odešel do emigrace. V listopadu 1949 byl zbaven mandátu.